# Струхманчук Яків Михайлович
Я́ків Миха́йлович Струхманчу́к (10 серпня 1884, Росохуватець, нині  Тернопільського району Тернопільської області — 2 грудня 1937, Соловки, Росія) — український графік, карикатурист і портретист.

## Життєпис
Народився у селі Росохуватець, нині  Тернопільського району Тернопільської області. Батьки помітили хист хлопчика до малювання і віддали на навчання в Бережанську гімназію. Потому навчався у Львівській державній гімназії.
Припускають, що його першим учителем був Іван Труш. У 1903—1908 роках студіював у Краківській академії мистецтв (клас Теодора Аксентовича), а в 1909—1912, отримавши стипендію від митрополита Андрея Шептицького — у Паризькій.
Співробітник сатирично-гумористичних львівських журналів «Зеркало», «Жало» та інших.
Ілюстрації
- до «Історії України» Миколи Аркаса (1908),
- до сатири «Ревун» Осипа Маковея (1910),
- до творів Петра Козланюка та інші.

У часі Першої світової війни Яків Струхманчук — старшина Легіону Січових Стрільців. За хоробрість на австрійсько-російському фронті в Карпатах у 1915 році отримав медаль.
Під час Визвольних змагань — ад'ютант Командувача УГА генерала Мирона Тарнавського.
Після переведення Першої бригади Червоної УГА до Умані, Яків Струхманчук організовує роботу гарнізонного клубу і малює серію портретів акторів Київського драмтеатру Леся Курбаса у ролях: дружини Курбаса — Валентини Чистякової (поема «Гайдамаки» Шевченка), матері Курбаса — Ванди Яновичевої («Гайдамаки»), Любові Гаккебуш («Макбет» Шекспіра, «Гріх» Винниченка), Володимира Калина («Макбет») та інших.
Від 1924 у Києві. Член літературно-мистецької групи «Західна Україна» і співробітник її однойменного органу. Виконав портрети й шаржі письменників цієї групи (Василя Атаманюка, Дмитра Загула, Мелетія Кічури, Михайла Козоріса, Миколи Марфієвича, Агати Турчинської та інших).
Яків Струхманчук — автор статей на мистецькі теми в «Ділі» (1909—1912) і в журналі «Світ» (1926—1929), спогадів (у збірнику «Західна Україна») та інших.
У 1921—1924 роках працював завучем Вищих педагогічних курсів ім. Т. Шевченка в Тальному.
У 1920-х роках брав участь у кількох мистецьких виставках, зокрема, в Першій Всеукраїнській художній виставці (1927). Був науковим працівником, а згодом заступником директора Українського історичного музею ім. Т. Шевченка.

### Арешт і загибель
Репресований і загинув за постишевщини. Розстріляний за вироком трійки НКВС Карельської АРСР від 20 листопада 1933 року.
У 1964 році за клопотанням академіка Миколи Бажана художника реабілітовано «за відсутністю складу злочину».

## Нагороди
- 10 листопада 1914 нагороджений Медаллю за Хоробрість 2-го класу.

## Пам'ять
На початку 1990-х років у рідному селі Якову Струхманчуку споруджено пам'ятник, а згодом[коли?] на його честь перейменували і саму вулицю.